# النظرية النقدية الحديثة
النظرية النقدية الحديثة أو نظرية المال الحديثة أو النظرية النقدية الحديثة والتطبيق هي نظرية اقتصاد كلي وتطبيق تبين الاستخدامات العملية للنقد الإلزامي في احتكار حكومي من سلطة الترخيص وتكون البنك المركزي الحكومي عادةً. تُستخدم تأثيرات التوظيف بمثابة دليل على أن محتكر العملة يُضيق تضييقًا مبالغًا فيه على عرض الأصول المالية اللازمة لدفع الضرائب وتسديد حاجة المدخرات. تُعد نظرية (إم إم تي) تطورًا للورقية ويشار إليها أحيانًا باسم الورقية الجديدة. وصفت توجيهاتها في سياسة الاقتصاد الكلي بأنها نسخة عن نظرية التمويل الوظيفي لأبراهام ليرنر.
يجادل أنصار نظرية (إم إم تي) في أنه يمكن للحكومة الاستفادة من السياسة المالية من أجل تحقيق العمالة الكاملة، واستحداث نقود جديدة لتمويل المشتريات الحكومية. يكمن الخطر الأساسي -حسب المناصرين- بمجرد أن يصل الاقتصاد إلى العمالة الكاملة في التضخم، الذي يمكن تداركه من خلال زيادة الضرائب وتحصيلها وإصدار السندات لتخفيض النقود وسرعة تداولها في النظام. نوقشت نظرية (إم إم تي) في حوارات فعّالة حول جدواها النظرية، والتطبيقات والآثار العملية العالمية الحقيقية الجلية والمفيدة، إضافة إلى التأثير المتباين لاستخدامها المحدد الأهداف والتحديات المختلفة لتوجيهات سياستها العامة.
تقوم المبادئ الأساسية لـ (إم إم تي) على أن الحكومة التي تصدر نقدها الإلزامي الخاص:
1. يمكنها دفع ثمن السلع والخدمات والأصول المالية دون الحاجة إلى تحصيل النقود عن طريق فرض الضرائب أو إصدار الديون تمهيدًا لهذه المشتريات.
2. لا يمكن إرغامها على التخلّف عن سداد الدين المعين في عملتها الخاصة.
3. تقتصر فقط على استحداثها للنقود والمشتريات بواسطة التضخم، الذي يتسارع بمجرد استثمار موارد الاقتصاد الحقيقية (العمالة ورأس المال والموارد الطبيعية) في العمالة الكاملة.
4. يمكنها كبح التضخم الناتج عن الطلب من خلال فرض الضرائب وإصدار السندات،[6] التي تلغي النقد الفائض من التداول (رغم أن الإرادة السياسية قد لا تكون موجودة على الدوام للقيام بهذا الغرض).
5. لا تحتاج للتنافس مع القطاع الخاص على المدخرات الشحيحة من خلال إصدار السندات.

تتحدى هذه المبادئ الرأي الاقتصادي السائد القائل إن الضرائب وإصدار الديون تموّل الإنفاق الحكومي. لا تتعارض مبادئ (إم إم تي) الأربعة الأوائل مع فهم الاقتصاديات السائد حول كيفية عمل استحداث النقود والتضخم. على سبيل المثال، قال آلان جرينسبان، رئيس الاحتياطي الفدرالي السابق: «تستطيع الولايات المتحدة أن تسدد أي دين مترتب عليها لأننا نستطيع طباعة النقود دومًا للقيام بذلك. لذا، احتمالية التخلّف معدومة». ومع ذلك، يختلف خبراء الاقتصاد مع الاقتصاديات السائدة حول المبدأ الخامس، المعني بآثار العجز الحكومي على أسعار الفائدة.
كشف استبيان عام 2019 في جامعة شيكاغو، كلية بوث للأعمال، المبادرة الخاصة بالأسواق العالمية عن رفض الخبراء الاقتصاديين -بالإجماع- التأكيدات التي ينسبها الاستبيان للنظرية النقدية الحديثة.

## التاريخ
تضم نظرية (إم إم تي) أفكارًا من نظرية الدولة للمال لجورج فريدريك ناب (التي تعرف باسم الورقية أيضًا) ونظرية ائتمان المال لألفريد ميتشيل إينيس، ومقترحات التمويل الوظيفي لأبراهام ليرنر، وأراء هيمان مينسكي حول النظام المصرفي، ونهج واين غودلي في الموازنات القطاعية.
جادل ناب في كتابه عام 1905 أن «المال هو صنيعة القانون» لا السلعة. يقارن ناب نظرية الدولة للمال مع فكرة معيار الذهب في نظام «المعدنية»، عندما اعتمدت قيمة وحدة العملة على كمية المعادن النفيسة التي تحويها أو التي يمكن مقايضتها. جادل ناب أنه بوسع الدولة أن تستحدث نقودًا ورقية خالصة وتجعلها قابلة للتداول من خلال إقرارها عملةً رسمية وفقًا لمعيار يعد أموال الدولة «مقبولة في مكاتب الصرف العامة».
كانت الرؤية السائدة للنقود أنها نشأت من أنظمة المقايضة لتصبح وسيط للتبادل لأنها جسدت سلعة دائمة حظيت بقيمة الاستخدام بعض الشيء. ولكن جادل المناصرون لـ (إم إم تي) مثل راندال راي وماثيو فرستاتر أن معظم التصريحات العامة التي تدعم وجهة النظر الورقية إزاء الأوراق النقدية التي تحركها الضرائب تتكشف في المؤلفات السابقة للعديد من الخبراء الاقتصاديين الكلاسيكيين ومنهم آدم سميث وجان بابتست ساي وجون ستيوارت ميل وكارل ماركس ووليم ستانلي جيفونز.

جادل ألفريد ميتشل إينيس، في مؤلفه عام 1914، أن النقود ليست قائمة بصفتها وسيطًا للتبادل بل بصفتها معيارًا للمدفوعات المؤجلة مع عد أموال الحكومة دينًا بوسع الحكومة أن تسترجعه عن طريق فرض الضرائب. يجادل إينيس: 
حالما تفرض ضريبة ما، يصبح كل دافع ضرائب مسؤولًا عن استرداد مقدار بسيط من الدين الذي حددته الحكومة عبر إصداراتها من النقود، سواء أكانت نقود معدنية أم شهادات أم سندات أم كمبيالات لدى الخزينة أو أي اسم آخر تحمله هذه الأموال. ينبغي على دافع الضرائب كذلك أن يحصل على حصته من الدين من مالك ما لعملة معدنية أو شهادة أو أي شكل أخر من أشكال الأموال الحكومية، ويعطيها للخزينة من أجل سداد دينه القانوني. يتعين عليه أن يسترد أو يلغي تلك الحصة من الدين ... يعَد استرداد دين الحكومة من خلال فرض الضرائب القانون الأساسي لسك النقود وأي إصدار فيما يخص «الأموال» الحكومية أيًا كان شكلها. 
__ ألفريد ميتشيل إينيس، نظرية ائتمان المال، دورية القانون المصرفي
اتخذ جون مينارد كينز من ناب و«الورقية» مرجعًا في الصفحات الافتتاحية لمؤلفه أطروحة في المال عام 1930 ويبدو أنهم أثّروا في الأفكار الكينزية حول دور الدولة في الاقتصاد.
بحلول عام 1947، عندما كتب أبا ليرنر مقالته المال بصفته صنيعة الدولة، نبذ عدد كبير من الخبراء الاقتصاديين فكرة أن قيمة المال ترتبط ارتباطًا وثيقا بالذهب. جادل ليرنر أن المسؤولية في تجنب التضخم والكساد تقع على عاتق الدولة بسبب قدرتها على استحداث المال أو فرض الضرائب.
يعد اقتصاديون مثل وارين موسلير وستيفاني كيلتون وبيل ميتشل وبافلينا ر.تسيرنيفا مسؤولين إلى حد بعيد عن تجديد فكرة الورقية بصفتها تفسيرًا لاستحداث المال، يشير راي إلى هذه الصياغة المتجددة باسم الورقية الجديدة.
يشير بيل ميتشل، وهو أستاذ في الاقتصاد ورئيس مركز العمالة الكاملة والمساواة COfFEE، في جامعة نيوكاسل، نيوساوث ويلز، إلى تزايد العمل النظري ذي الصلة بالنظرية النقدية الحديثة.
طوّرت بافلينا ر.تسيرنيفا أول بنية رياضية لـ (إم إم تي) وصبّت اهتمامها بشكل كبير على تطوير فكرة الضمان الوظيفي.
أضاف سكوت فولويلر تحليلًا تقنيًا تفصيليًا للأنظمة النقدية والمصرفية.
يشرح رودجر مالكولم ميتشل من منظور الشخص غير المتخصص فحوى الورقية في كتابه النقود الحرة الذي صدر عام 1996.
وضع بعض المناصرون المعاصرون مثل راي نظرية الـ (إم إم تي) في الاقتصاد ما بعد الكينزي، في حين طُرحت بمثابة نظرية بديلة أو مكملة لنظرية الدائرة النقدية، وعُد كلاهما أحد أشكال النقد الداخلي، ويعني ذلك استحداث النقود داخل الاقتصاد على غرار عجز الإنفاق الحكومي أو الإقراض المصرفي، بدلًا من أشكال النقد الخارجي على غرار الذهب. تفسر نظرية (إم إم تي) في الرؤية المكملة التفاعل المتبادل «الرأسي» (من الحكومي إلى الخاص والعكس بالعكس)، في حين تعد النظرية الدائرة نموذج للتفاعل المتبادل «الأفقي» (من الخاص للخاص والعكس صحيح).
يبدو أن هيمان مينسكي يفضل النهج الورقي في فهم استحداث النقود في كتابه تحقيق استقرار الاقتصاد غير المستقر، في حين يصنف باسل مور في كتابه الأفقيون والرأسيون، أوجه الاختلاف بين أموال المصرف وأموال الدولة.
يؤيد جيمس ك. جالبرايث نظرية (إم إم تي) وكتب مقدمة كتاب موسلر الحيل السبعة البريئة المدمرة للسياسة الاقتصادية في 2010.
ستيفن هايل، من جامعة أديلاد، هو خبير اقتصادي آخر ذائع الصيت في مجال نظرية (إم إم تي).
نُشِرَ أول مرجع أكاديمي قائم على النظرية في فبراير 2019.